# Sobrecarga sensorial
La sobrecarga sensorial es una sensación que experimentan uno o más de los sentidos del cuerpo al producirse una sobreestimulación del entorno. Hay muchos elementos ambientales que afectan a un individuo. Ejemplos de estos elementos son la urbanización, el hacinamiento, el ruido, los medios de comunicación, la tecnología y el crecimiento explosivo de la información.

## Síntomas
Hay una amplia variedad de síntomas que se han asociado con la sobrecarga sensorial. Estos síntomas pueden ocurrir tanto en niños como en adultos. Algunos de estos síntomas son:
- Irritabilidad
- "Cerrar" o negarse a participar en actividades e interactuar con otros
- Evitar tocar o ser tocado
- Quejándose de ruidos que no afectan a otros
- Sobreexcitado
- Cubriendo los ojos alrededor de luces brillantes
- Hacer poco contacto visual
- Cubriendo los oídos para cerrar sonidos o voces
- Cambio constante de actividades sin completar ninguna tarea
- Irritación causada por zapatos, calcetines, etiquetas o diferentes texturas.
- Sensibilidad excesiva al tacto, movimiento, imágenes o sonidos
- Tener problemas con las interacciones sociales.
- Niveles de actividad extremadamente altos o extremadamente bajos[1]
- Tensión muscular
- Hiperhidrosis (transpiración extrema)
- Inquietud
- Arrebatos enojados
- Autolesiones
- Insomnio y fatiga
- Dificultad para concentrarse[4]

## Causas
La sobrecarga sensorial puede ser el resultado de la sobreestimulación de cualquiera de los sentidos.
- Audición: ruido fuerte o sonido de múltiples fuentes, como varias personas hablando a la vez.
- Vista: espacios abarrotados, luces brillantes, luces estroboscópicas o entornos con mucho movimiento, como multitudes o cambios frecuentes de escena en la televisión.
- Olor y sabor: aromas fuertes o comidas picantes.
- Tacto: sensaciones táctiles como ser tocado por otra persona o la sensación de un paño en la piel.[5]
- Vestibular: mareo.

## Como componente de otros trastornos y afecciones
Se ha encontrado que la sobrecarga sensorial está asociada con otros trastornos y afecciones como:
- Trastorno por déficit de atención e hiperactividad (TDAH)
- Trastornos del espectro autista[6][7]
- Ecolalia
- Síndrome de Tourette (TS)
- Trastorno de ansiedad generalizada (TAG)
- Trastorno de estrés postraumático (TEPT)
- Trastorno de identidad disociativo (DID)
- Fibromialgia (FM)
- Síndrome de fatiga crónica (EM / SFC)
- Esquizofrenia (ver también activación sensorial )
- Misofonia , un 'odio al sonido' patológico
- Sinestesia
- Trastorno de procesamiento sensorial (SPD)

## Tratamiento
Hay muchas formas diferentes de tratar la sobrecarga sensorial. Una forma de reducir esta tensión es participar en terapia ocupacional ; Sin embargo, hay muchas maneras para que las personas con síntomas lo reduzcan ellos mismos. Ser capaz de identificar los propios factores desencadenantes de sobrecarga sensorial puede ayudar a reducirlos, eliminarlos o evitarlos. Con mayor frecuencia, la forma más rápida de aliviar los síntomas de sobrecarga sensorial es alejarse de la situación. La presión profunda contra la piel combinada con la entrada propioceptiva que estimula los receptores en las articulaciones y los ligamentos a menudo calma el sistema nervioso. Reducir la información sensorial, como eliminar sonidos molestos y bajar las luces, puede ayudar. Calmante, centrarse en la música funciona para algunos. Si un descanso rápido no alivia el problema, se recomienda un descanso prolongado. Las personas con problemas de procesamiento sensorial pueden beneficiarse de una dieta sensorial de actividades y adaptaciones diseñadas para prevenir la sobrecarga sensorial y volver a entrenar al cerebro para procesar la información sensorial más típicamente. Es importante en situaciones de sobrecarga sensorial calmarse y volver a un nivel normal.

## Marketing
Puede ser difícil distinguir y comprender la información cuando se experimenta una sobrecarga sensorial. Incluso estímulos sin sentido como el ruido blanco o las luces parpadeantes pueden inducir una sobrecarga sensorial.  La sobrecarga sensorial es común entre los consumidores, ya que muchas empresas compiten entre sí, especialmente cuando se anuncia. Los anunciantes utilizarán los mejores colores, palabras, sonidos, texturas, diseños y mucho más para llamar la atención de un cliente.  Esto puede influir en el consumidor, ya que se sentirán atraídos por un producto que atraiga más la atención. Sin embargo, los encargados de formular políticas y los anunciantes deben ser conscientes de que demasiada información o productos que llamen la atención pueden causar sobrecarga sensorial.

### Implicaciones para los consumidores
Los consumidores de hoy se ven obligados a aprender a sobrellevar la sobrecarga y la abundancia de información  través de la radio, vallas publicitarias, televisión, periódicos y mucho más. La información está en todas partes y se lanza a los consumidores desde todos los ángulos y direcciones. Por lo tanto, Naresh K. Malhotra, el autor de Información y sobrecarga sensorial presenta las siguientes pautas.  Primero, los consumidores deben tratar de limitar la ingesta de información externa y entradas sensoriales para evitar la sobrecarga sensorial. Esto se puede hacer desconectando la información irrelevante presentada por los medios y los vendedores para llamar la atención del consumidor. Segundo, registre información importante externamente en lugar de mentalmente. La información puede olvidarse mentalmente fácilmente una vez que el individuo se sobrecarga por su sentido. Por lo tanto, se recomienda que un consumidor escriba información importante en lugar de almacenarla mentalmente. Tercero, al examinar un producto, no sobrecargue sus sentidos examinando más de cinco productos a la vez.  Esto conducirá a confusión y frustración. Cuarto, procesar información donde haya menos información irrelevante. Esto eliminará la información externa y las distracciones sensoriales, como el ruido blanco y otra información presentada en un entorno. Finalmente, es importante hacer que consumir sea una experiencia agradable y relajada.  Esto ayudará a disminuir el estrés, la sensación abrumadora y la experiencia de sobrecarga sensorial.

## Historia de casos
No se han realizado muchos estudios sobre la sobrecarga sensorial, pero Lipowski (1975)  informó un ejemplo de un estudio de sobrecarga sensorial como parte de su revisión de investigación sobre el tema que discutió el trabajo realizado por investigadores japoneses en la Universidad de Tohoku. Los investigadores de Tohoku expusieron a sus sujetos a intensos estímulos visuales y auditivos presentados al azar en una condición de confinamiento con una duración de tres a cinco horas. Los sujetos mostraron una excitación elevada y sostenida, así como cambios de humor como agresión, ansiedad y tristeza. Estos resultados han ayudado a abrir la puerta a nuevas investigaciones sobre la sobrecarga sensorial.